# Corno Stella (Orobie)
Il Corno Stella è una montagna delle Alpi alta 2.620 m. È situata in alta val Brembana, in provincia di Bergamo.
Nonostante la sua altezza non sia particolarmente elevata, il Corno Stella offre una vista ampia su diverse vette alpine, soprattutto grazie alla morfologia delle montagne circostanti.

## Accessi
Il sentiero più rapido e sicuro per raggiungere la vetta parte da Foppolo alta, alla partenza degli impianti di risalita.
Si può proseguire lungo il sentiero che attraversa i campi, che d'inverno diventano piste da sci, oppure si può percorrere la carrabile che sale dopo l'avvallamento a destra (direzione sud) e che più in alto, ovvero in prossimità della baita di Montebello, si unisce al sentiero.
Si sale quindi lungo il tracciato lasciando la baita sulla sinistra, e si percorre il sentiero che, costeggiando il Montebello sul lato est, arriva al lago Moro. Il sentiero, in questo tratto, è per lo più pianeggiante e offre un'ampia veduta della sottostante valle di Carisole, che ospita gli impianti sciistici di Carona.
Arrivati in vista del lago Moro salire lungo il sentiero a destra (direzione est) e proseguire lungo il sentiero fino a raggiungere la cresta.
Si prosegue quindi lungo la cresta e, poco più avanti, si continua sul tracciato che costeggia il lato sud del Corno Stella e che infine si arrampica fino in vetta. In vetta vi è la croce e un disco direzionale che vi aiuterà a riconoscere le varie montagne circostanti.
Dall'alto è possibile ammirare il Monte Disgrazia, il Gruppo del Bernina, la Valle del Livrio con il sottostante Lago di Publino, parte della Val cervia, il Pizzo Zerna e, nelle giornate limpide anche il Monte Rosa.
L'escursione in vetta da Foppolo non presenta difficoltà particolari, con un dislivello di 1000 m. circa. È possibile raggiungere la vetta del Corno Stella anche partendo dalla Valle del Livrio, ma il sentiero non è battuto e in diversi tratti si corre il rischio di perdere la via. Nel caso si volesse salire dal lato della provincia di Sondrio (lago di Publino / valle del Livrio) per la prima volta è consigliabile farsi accompagnare da qualcuno che conosce la zona.

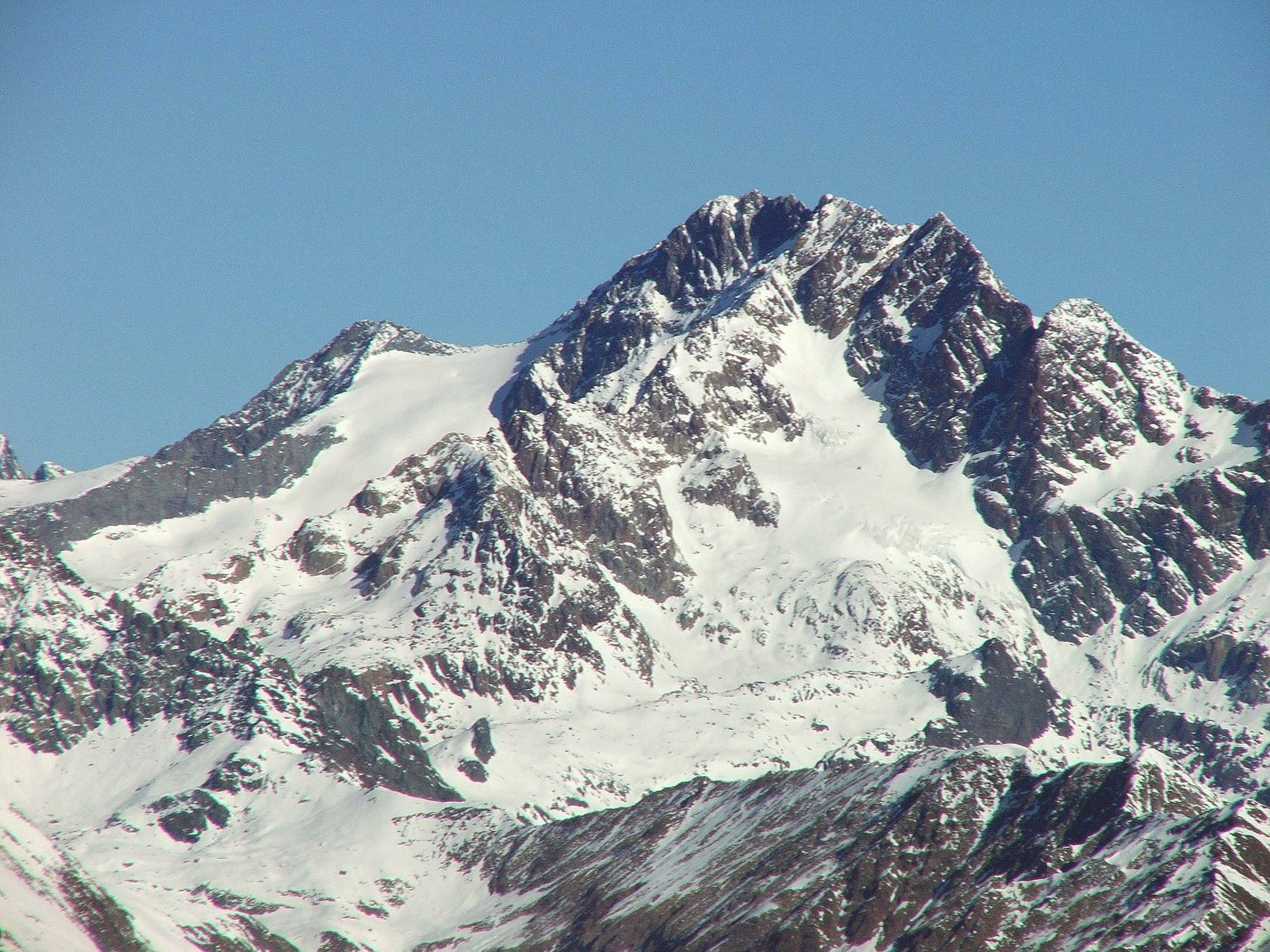
Il Monte Disgrazia in primavera visto dal Corno Stella
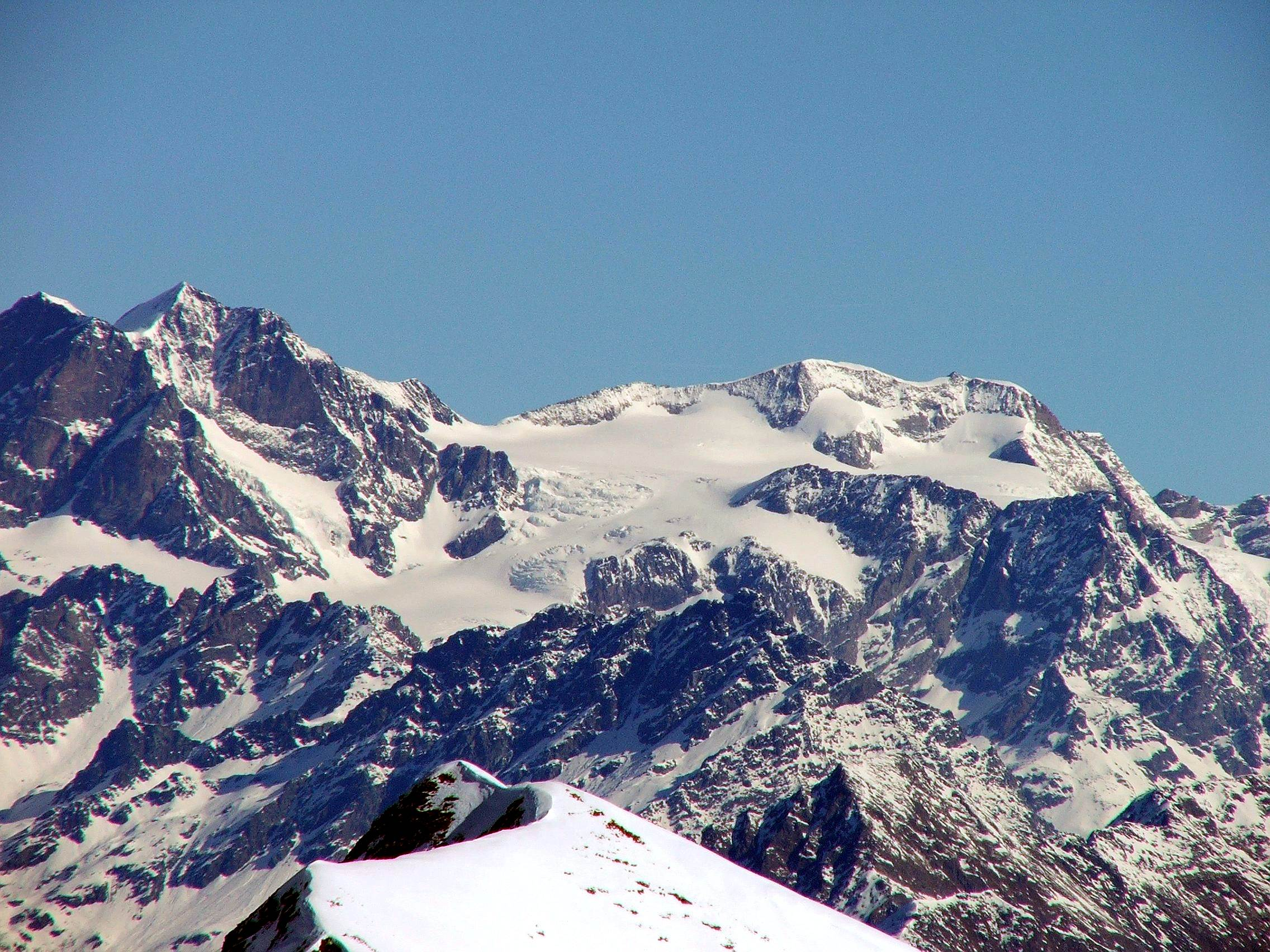
Veduta sul Gruppo del Bernina e il ghiacciaio est
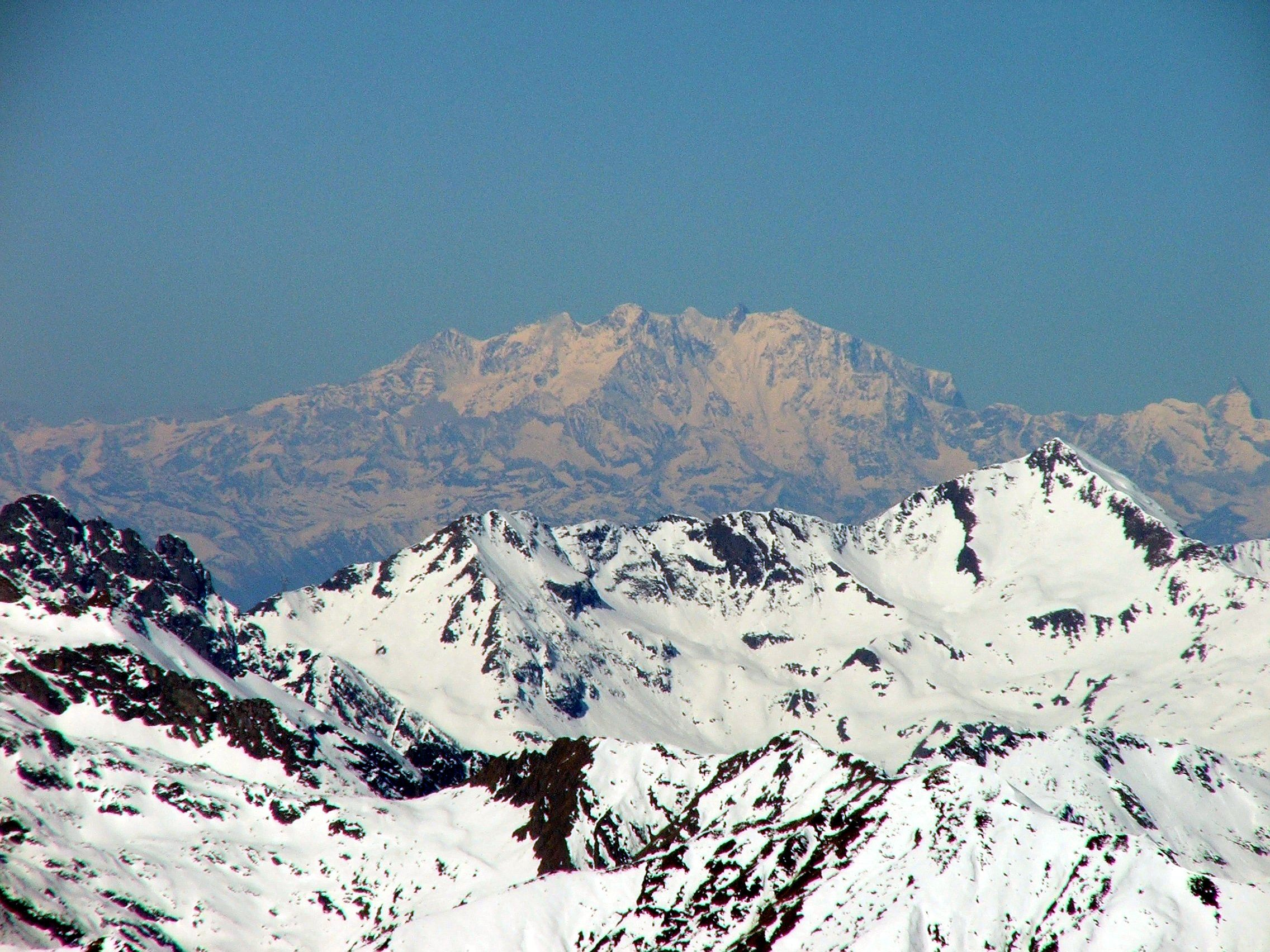
Il gruppo del Monte Rosa visto dal Corno Stella
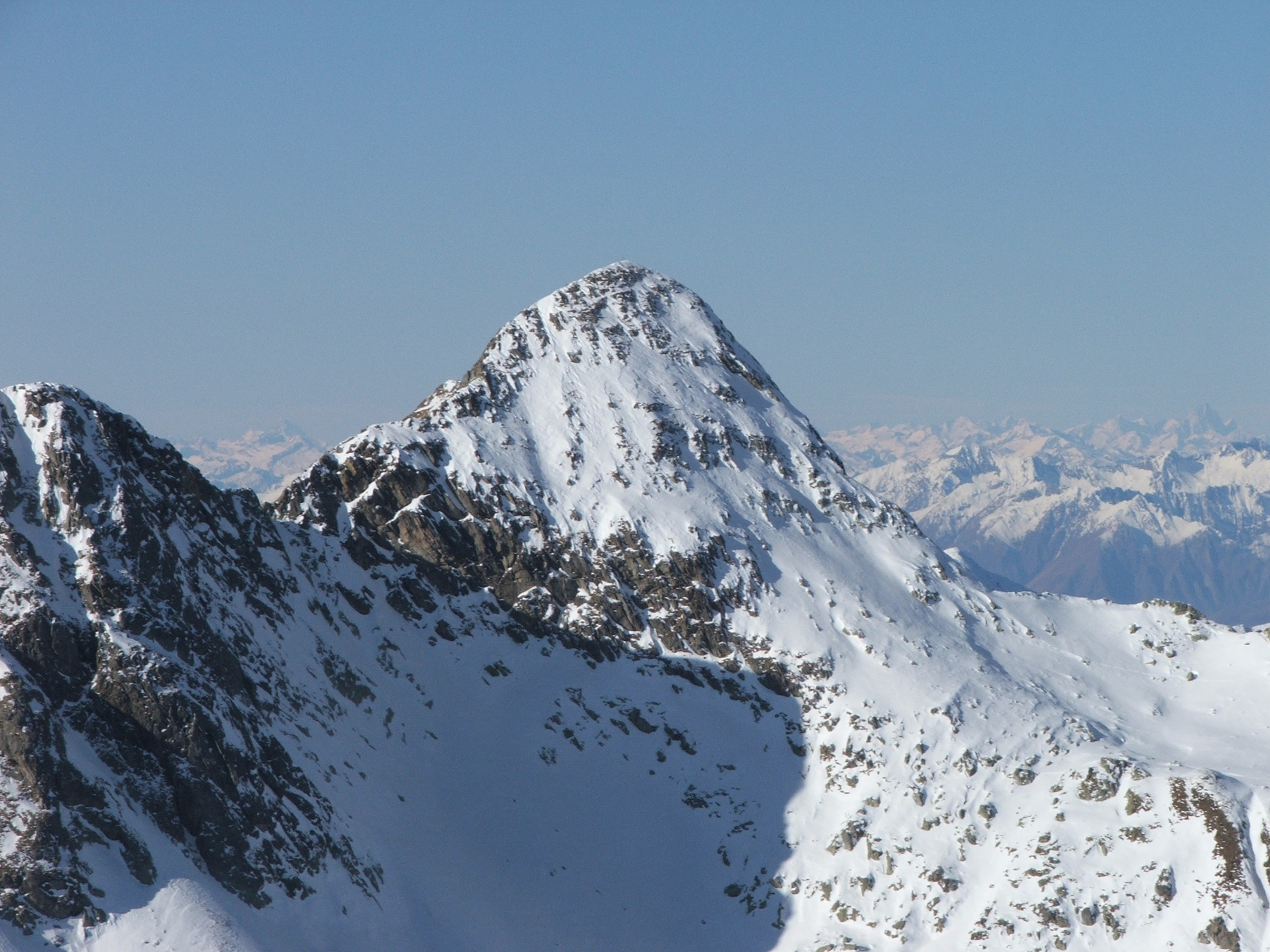
Il Corno Stella visto dalla vetta del Pizzo Zerna
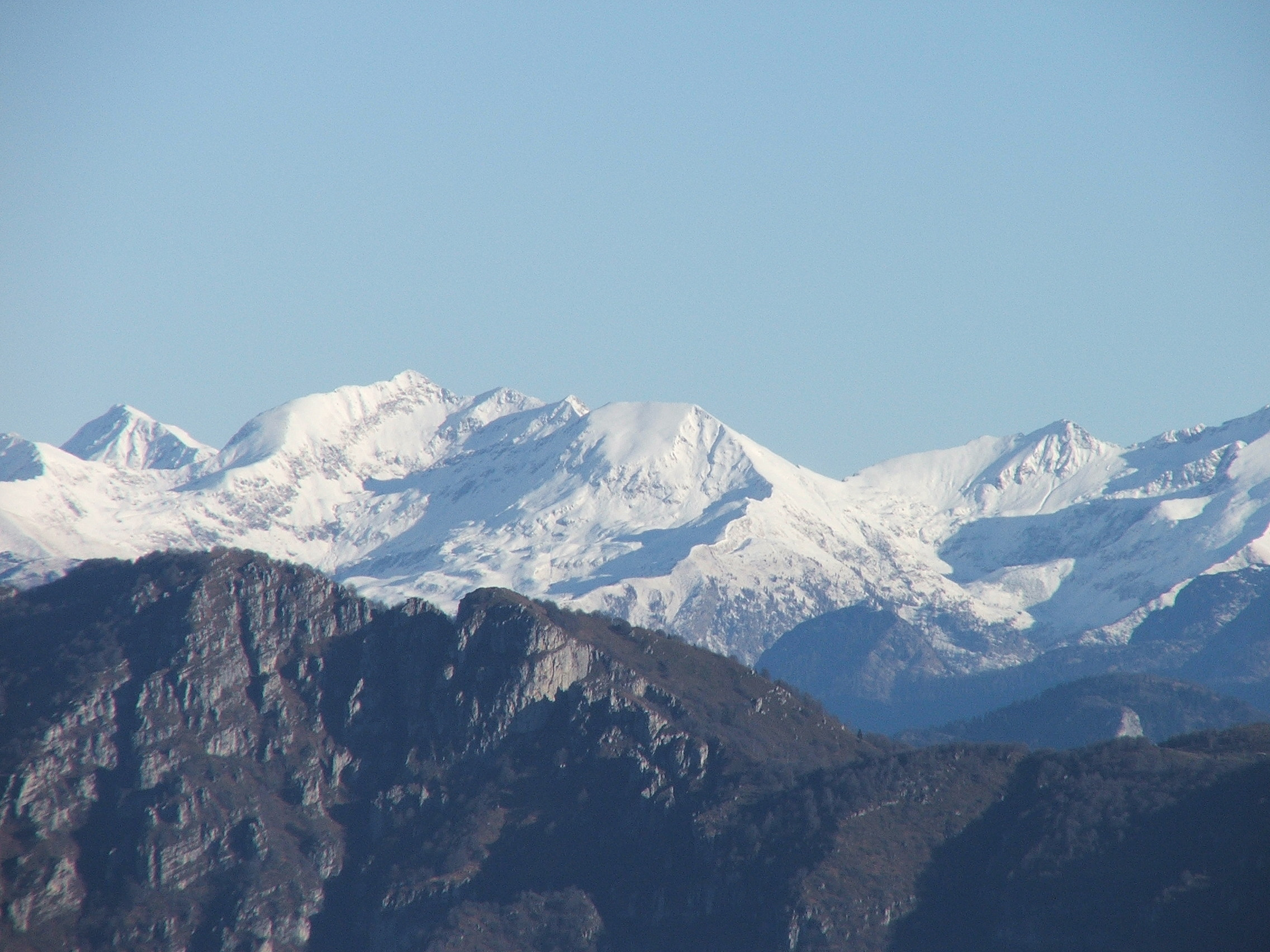
Il Corno Stella (a sinistra), il Monte Chierico (in centro) e il Pizzo Zerna (a destra) visti dalla vetta del Monte Linzone
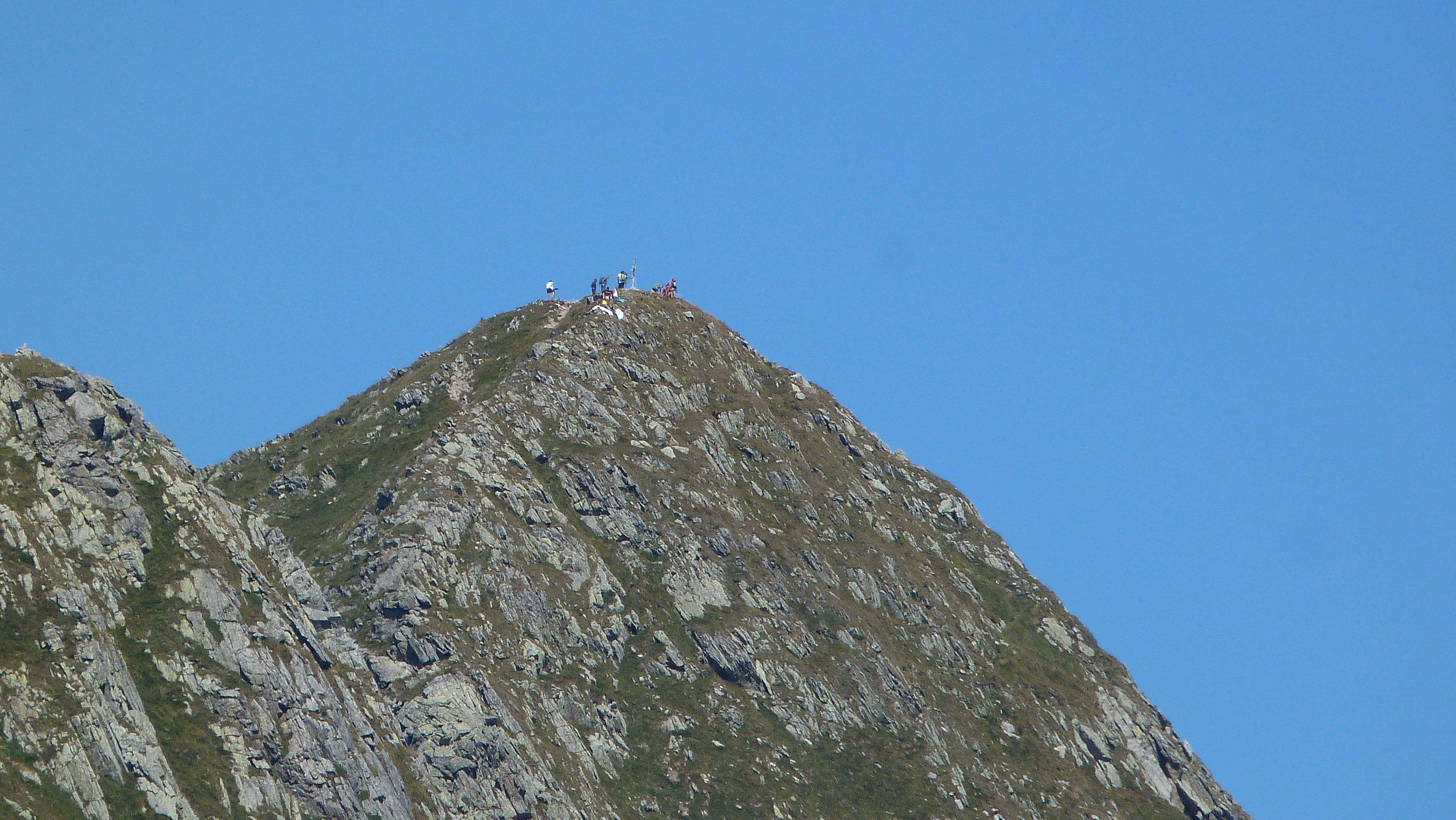
Vetta del Corno stella vista dal Pes Gerna